# Lobelia urens
Lobelia urens, comúnmente llamada matacaballos,  es una especie de fanerógama perteneciente a la familia Campanulaceae.

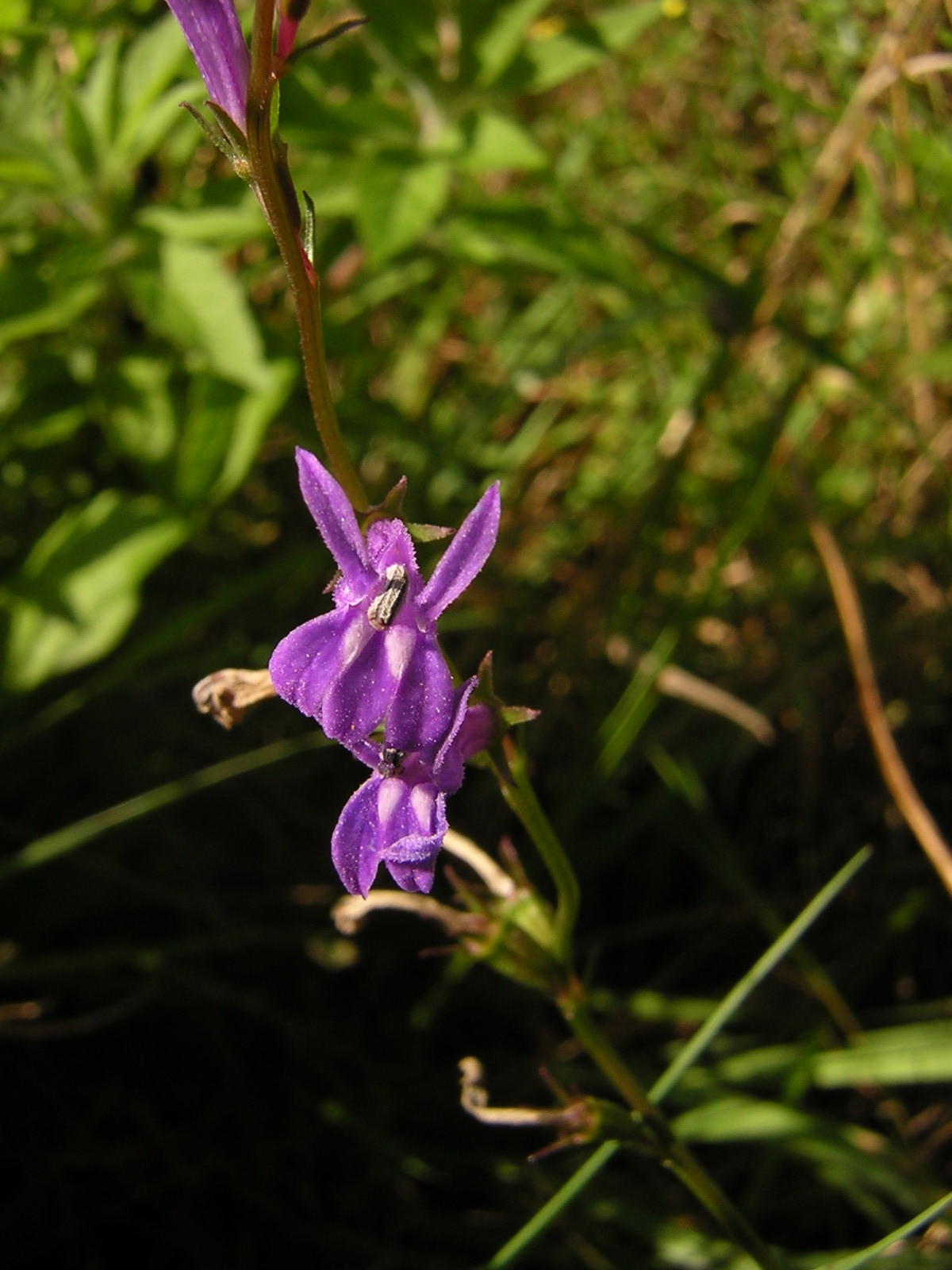
Detalle de la flor

## Descripción
Planta perenne, sin pelos, de unos 40 cm de altura, erecta y normalmente con un solo tallo. Las flores en espiga a lo largo de los tallos, muy delicadas, con un corto pedúnculo y brácteas estrechas. Tienen un largo tubo abierto en el dorso, por donde se puede apreciar otro cilindro donde se unen los 5 estambres, que luego se inclinan hacia la corola, como si vinieran de atrás entre los dientes superiores. La corola tiene 5 dientes, 2 arriba y hacia atrás, 3 abajo y curvados, de unos 15 mm, de color púrpura azulado o rojo violáceo. En el paladar de los 3 dientes inferiores hay 2 manchas blancas y convexas. Cáliz con 5 dientes apuntados y abiertos. El fruto es una cápsula formada con el cáliz al secar la flor, llena de numerosas semillas de 0,5 mm o menos. Las hojas superiores estrechas, las inferiores de 7 x 1,5 cm, todas más o menos dentadas, atenuadas, oblongas arriba, oblongo ovales abajo, sentadas, atenuadas, de color verde brillante. Tallos angulosos.

## Distribución y hábitat
En Portugal, España, Francia, Gran Bretaña y Bélgica.
En regueras herbosas con cierta humedad, entre arbustos, como genistas, ardilaos, juncos etc. Quizá el nombre vulgar, matacaballos, se deba a la peligrosidad de esta planta por sus alcaloides, de hecho Pío Font Quer recomienda que no se use en medicina casera.

## Taxonomía
Lobelia urens fue descrita por Carlos Linneo y publicado en Sp. Pl. 931 1753.
Etimología
Lobelia: nombre genérico que fue nombrado en honor del botánico belga Matthias de Lobel (1538-1616).
urens: epíteto latino que significa "con escozor".
Citología
Número de cromosomas de Lobelia urens (Fam. Campanulaceae) y táxones infraespecíficos:  n=7
Sinonimia
- Dortmannia urens (L.) Kuntze
- Lobelia farsetia Vand.
- Lobelia serrulata Schott ex Brot.
- Lobelia verbenifolia Salisb.
- Mecoschistum urens (L.) Dulac
- Rapuntium serrulatum (Schott ex Brot.) C.Presl
- Rapuntium urens (L.) Mill.[7][8]

## Nombre común
- Castellano: cardenala, escurripa, lobelia, mata caballos, matacaballos, quemalengua.[9]